# Psaltirea Voronețeană
Psaltirea Voronețeană este un manuscris românesc din secolul al XVI-lea, care conține copia unei traduceri parțiale a psalmilor, în paralel cu textul slavon corespunzător. Psaltirea prezintă mai întâi frazele în slavonă, după care urmează traducerea în limba română.

## Generalități
Manuscrisul face parte dintre textele rotacizante, alături de Codicele Voronețean, Psaltirea Scheiană și Psaltirea Hurmuzaki. A fost descoperit de Simion Florea Marian, în 1882, la mănăstirea Voroneț, fiind donat apoi Academiei Române (ms. rom. 693) de Dimitrie Sturdza. Cuprinde 73 de file, lipsindu-i începutul (până la psalmul LXXVII) și mai multe porțiuni din restul psaltirii. Textul bilingv a fost editat de George Giuglea (1910-1911) și studiat minuțios de C. Gălușcă în teza sa de doctorat, susținută la Halle, în limba germană (1913).

## Datare și localizare
Manuscrisul a fost datat aproximativ în a doua jumătate a secolului al XVI-lea de Ovid Densusianu și P. P. Panaitescu, între 1552-1570 de I.-A. Candrea, iar mai recent între anii 1551-1558 de Al. Mareș. Tot pe baza examenului filigranologic s-a impus și ideea copierii textului în Moldova. Traducerea originală a psalmilor a fost realizată în  sfertul sud-vestic al Dacoromaniei, respectiv în zona Banat-Hunedoara. 

## Particularități lingvistice
- Fonetice: iubăscu, cuiubul, giudecii, scădzură, pâre „pâine”, sunrară, viru „vinu”, dzâsa;
- Morfologice: mârulor „mâinilor”, semu „suntem”;
- Lexicale: auă „strugure”, cet „liniște“, mărat „sărac”, nari „nas”, șumăn „cherchelit”.